# 10,5-cm-leichte Feldhaubitze 18
Pour les articles homonymes, voir Canon de 105 mm.

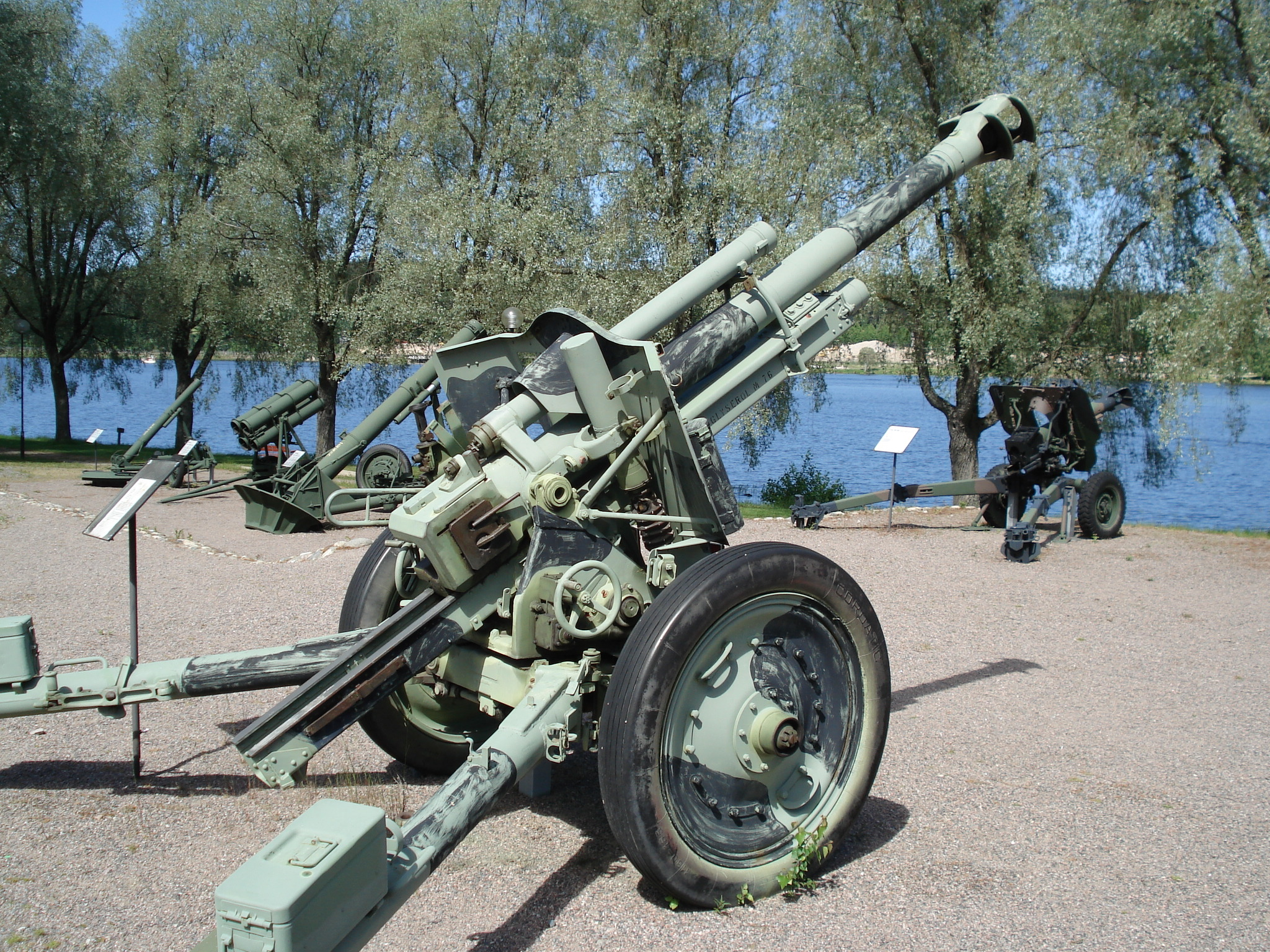
Modèle 18/40, exposé au.

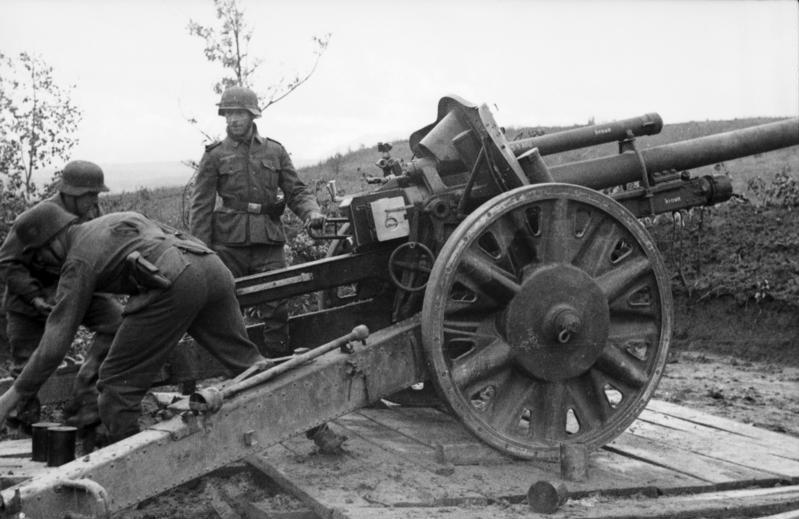
Le 10,5-cm-leichte FeldHaubitze 18 sur le front de l'Est.

Le 10,5-cm-leichte FeldHaubitze 18 (en français : obusier de campagne léger 18 de 10,5 cm), abrégé 10,5 cm leFH 18 ou leFH18, est un obusier allemand de la Seconde Guerre mondiale, utilisé de 1935 à 1945.

## Caractéristiques
- Pays : Allemagne
- Portée : 11 000 m
- Poids de l'obus : 15 kg
- Vitesse de l'obus : 470 m/s